# Vidreres

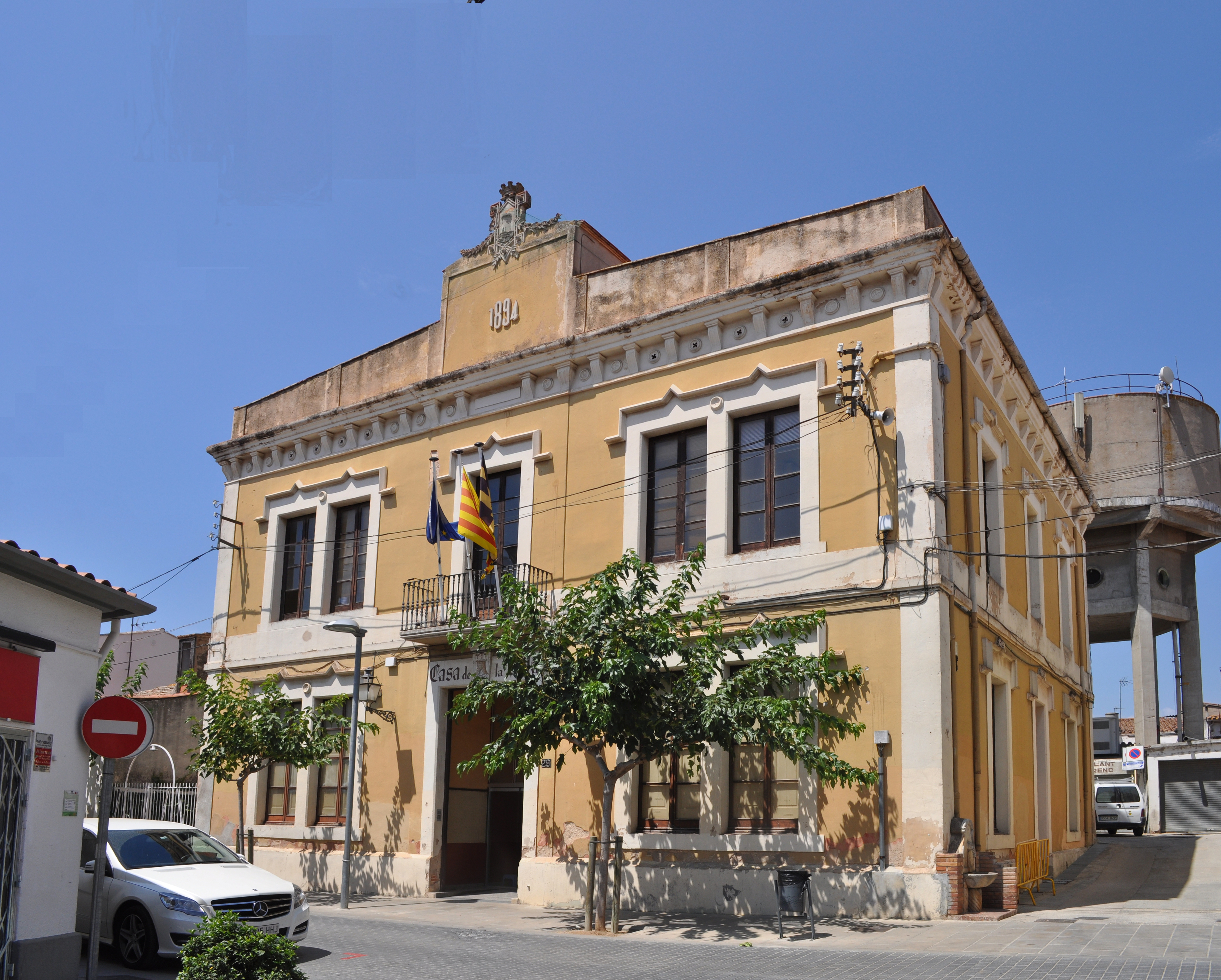
Rathaus

Vidreres (in spanischer Sprache Vidreras) ist eine katalanische Gemeinde in der Provinz Girona im Nordosten Spaniens. Sie liegt in der Comarca Selva.

## Ortsgliederung
Neben dem Ortskern gibt es die Ortsteile Aiguaviva Parc, la Goba, Mas Flassià, Puig Ventós, Santa Seclina und Terrafortuna.

## Bevölkerungsentwicklung
| Jahr      | 1960  | 1970  | 1975  | 1985  | 2006  |
| --------- | ----- | ----- | ----- | ----- | ----- |
| Einwohner | 1.845 | 2.677 | 2.953 | 3.207 | 7.150 |

## Sehenswürdigkeiten
- Castell de sant Iscle

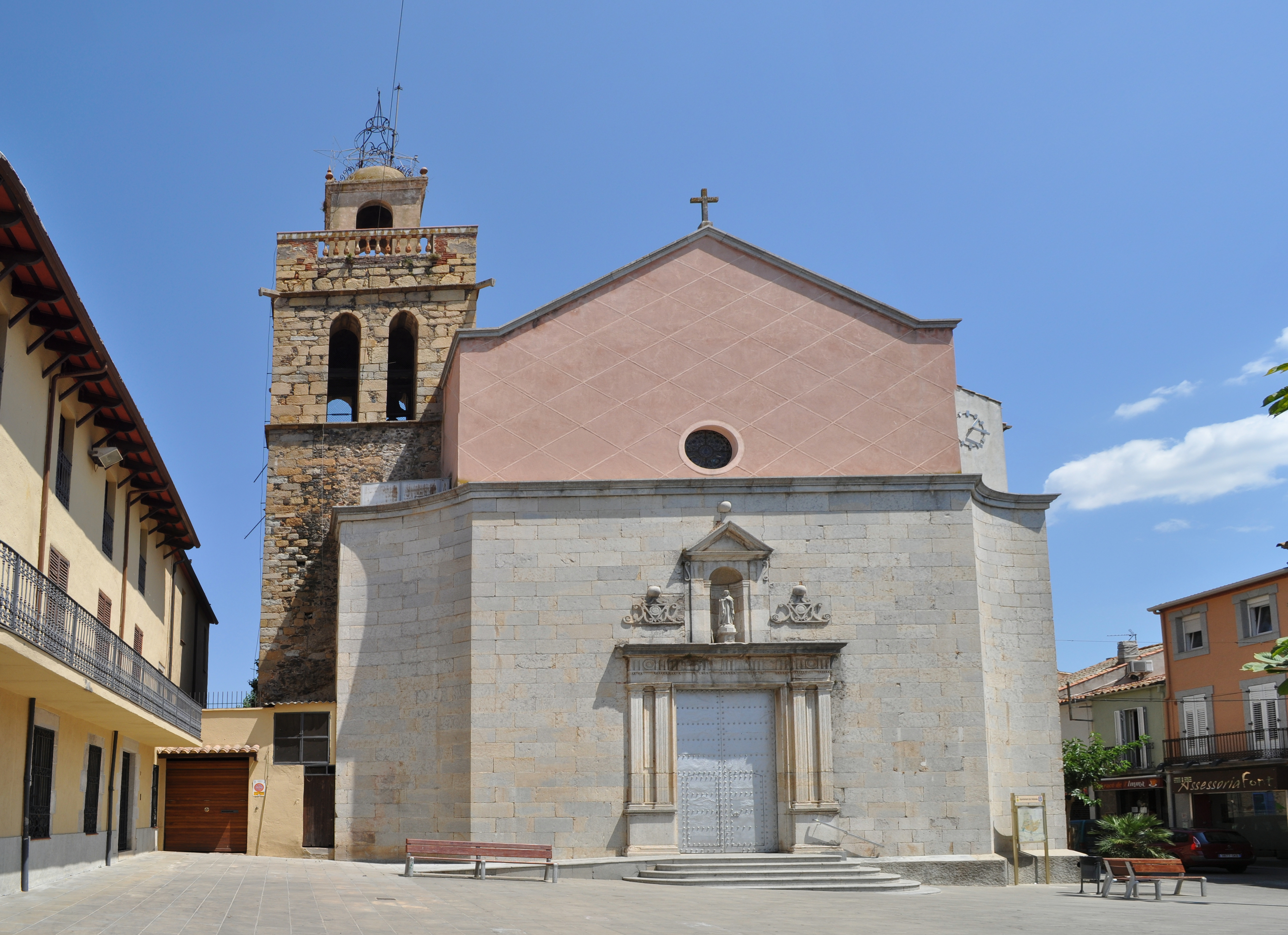
Església de Santa Maria

- Capella de sant Iscle i santa Victòria
- La Torre d’en Llobet
- Pfarrkirche Església de Santa Maria